# Rezerwat przyrody Stawy Gnojna im. rodziny Bieleckich

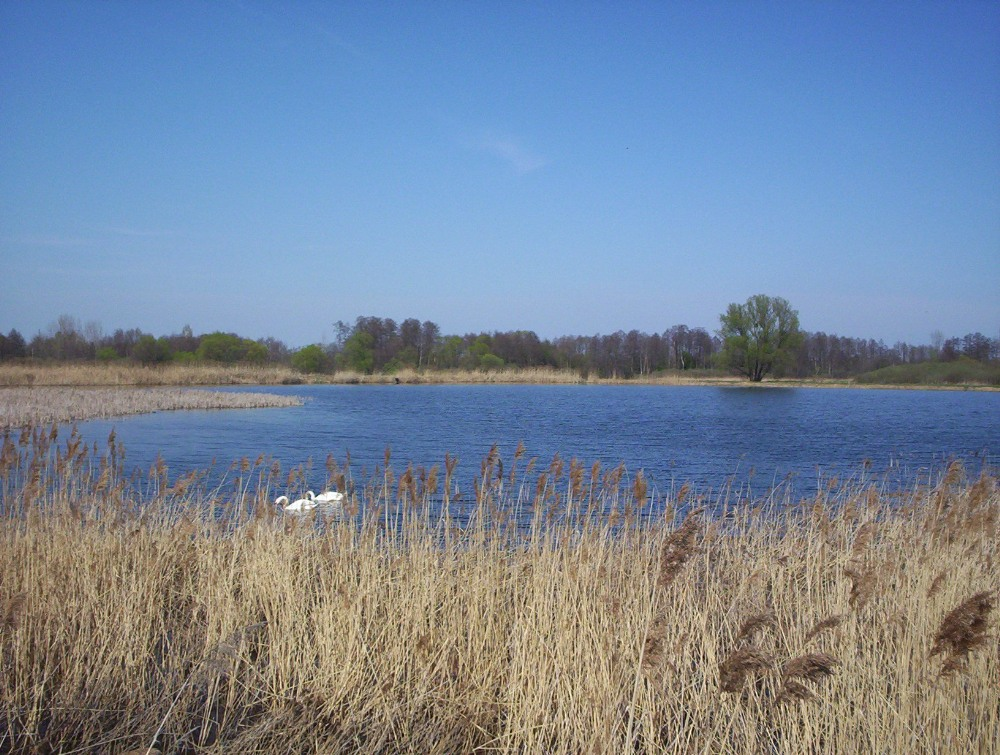
Para łabędzi niemych na stawie

Rezerwat przyrody Stawy Gnojna im. rodziny Bieleckich – faunistyczny rezerwat przyrody znajdujący się na terenie wsi Ciemno-Gnojna w gminie Mszczonów w województwie mazowieckim. Leży częściowo na terenie Bolimowsko-Radziejowickiego z doliną środkowej Rawki Obszaru Chronionego Krajobrazu.
- powierzchnia – 19,35 ha[1][2]
- powierzchnia otuliny – 136,53 ha[1]
- rok utworzenia – 2004
- rodzaj rezerwatu – faunistyczny[1][2]
- dokument powołujący – Rozporządzenie Nr 9 Wojewody Mazowieckiego z dnia 24 lutego 2004 r. (Dz. Urz. Woj. Mazowieckiego numer 58, pozycja 1474)
- przedmiot ochrony – stawy rybne stanowiące miejsce rozrodu i regularnego występowania ptaków (w szczególności siewkowatych, blaszkodziobych i chruścieli) wraz z występującymi na tym terenie zbiorowiskami roślinnymi.

Rezerwat obejmuje obszar dawnych stawów rybnych PGRyb w dolinie Pisi Gągoliny, które obecnie nie są eksploatowane i są częściowo zarośnięte, oraz przyległe do nich łąki. Otulinę stanowi pas gruntów o szerokości 700 m.
Jest to pierwszy na terenie Polski rezerwat powołany z inicjatywy prywatnych właścicieli, którzy przeznaczyli na ten cel część swoich gruntów.
Rezerwat nie jest udostępniony do zwiedzania.